# Крушчица (Калиновик)
Крушчица је насељено мјесто у општини Калиновик, Република Српска, БиХ. Према попису становништва из 1991. у насељу је живјело 24 становника. Према попису становништва из 2013. у насељу је живио свега 1 становник.

## Географија
Село Крушчица се налази у кањону Борач кроз који протиче ријека Неретва. Надморска висина села је око 1180 метара.

## Становништво
Према попису становништва из 1991. године, мјесто је имало 24 становника.
| Националност | 1991. |
| Срби         | 24    |
| Укупно       |       |

| Демографија | Демографија | Демографија |
| Година      | Становника  | Становника  |
| ----------- | ----------- | ----------- |
| 1961.       | 179         |             |
| 1971.       | 137         |             |
| 1981.       | 46          |             |
| 1991.       | 24          |             |
| 2013.       | 1           |             |